# Premio César per il miglior montaggio
Il premio César per il miglior montaggio (César du meilleur montage) è un premio cinematografico assegnato annualmente dall'Académie des arts et techniques du cinéma a partire dal 1976 al miglior montaggio di un film di produzione francese uscito nelle sale cinematografiche nel corso dell'anno precedente.
La plurivincitrice, con cinque riconoscimenti, è Juliette Welfling.

## Albo d'oro
I vincitori sono indicati in grassetto, a seguire gli altri candidati.

### Anni 1976-1979
- 1976: Geneviève Winding - I baroni della medicina (Sept morts sur ordonnance)
  - Christiane Lack - L'importante è amare (L'important c'est d'aimer)
  - Jean Ravel - Dai sbirro (Adieu poulet)
  - Marie-Josèphe Yoyotte - Il mio uomo è un selvaggio (Le sauvage)
  - Eva Zora - Frau Marlene (Le vieux fusil)
- 1977: Marie-Josèphe Yoyotte - Police python 357
  - Henri Lanoë - Mr. Klein (Monsieur Klein)
  - Claudine Merlin - Barocco
  - Jean Ravel - Una donna alla finestra (Une femme à sa fenêtre)
- 1978: Albert Jurgenson - Providence
  - Françoise Bonnot - Le passé simple
  - Henri Lanoë - La minaccia (La menace)
  - Chris Marker - Le fond de l'air est rouge
- 1979: Raymonde Guyot - Dossier 51 (Le dossier 51)
  - Henri Lanoë - Morti sospette (Un papillon sur l'épaule)
  - Jean Ravel - I soldi degli altri (L'argent des autres)
  - Geneviève Winding - L'état sauvage

### Anni 1980-1989
- 1980: Reginald Beck - Don Giovanni
  - Thierry Derocles - Il fascino del delitto (Série noire)
  - Henri Lanoë - Le cavaleur
  - Claudine Merlin - Buffet freddo (Buffet froid)
  - Claudine Merlin - Le sorelle Brontë (Les sœurs Brontë)
- 1981: Martine Barraqué - L'ultimo metrò (Le dernier métro)
  - Michael Ellis e Armand Psenny - La morte in diretta (La mort en direct)
  - Albert Jurgenson - L'ombrello bulgaro (Le coup du parapluie)
  - Geneviève Winding - La banchiera (La banquière)
- 1982: Albert Jurgenson - Guardato a vista (Garde à vue)
  - Sophie Bhaud e Hugues Darmois - Bolero (Les uns et les autres)
  - Henri Lanoë - Malevil
  - Armand Psenny - Colpo di spugna (Coup de torchon)
- 1983: Noëlle Boisson - Qu'est-ce qui fait courir David?
  - Françoise Javet - La spiata (La balance)
  - Henri Lanoë - Les quarantièmes rugissants
  - Armand Psenny - Tir groupé
  - Jean Ravel - L'étoile du Nord
- 1984: Jacques Witta - L'estate assassina (L'été meurtrier)
  - Françoise Bonnot - Hanna K.
  - Denise de Casabianca - L'homme blessé
  - Claire Pinheiro - Les mots pour le dire
  - Françoise Prenant - Faits divers
- 1985: Nicole Saunier - Il commissadro (Les ripoux)
  - Claudine Merlin - Notre histoire
  - Armand Psenny - Una domenica in campagna (Un dimanche à la campagne)
  - Geneviève Winding - Souvenirs souvenirs
- 1986: Raymonde Guyot - Pericolo nella dimora  (Péril en la demeure) 
  - Yann Dedet - Police
  - Henri Lanoë - Shocking Love (On ne meurt que 2 fois)
  - Sophie Schmit - Subway
- 1987: Isabelle Dedieu - Thérèse
  - Claudine Merlin - Lui portava i tacchi a spillo (Tenue de soirée)
  - Armand Psenny - Round Midnight - A mezzanotte circa ('Round Midnight)
  - Monique Prim - Betty Blue (37°2 le matin)
- 1988: Emmanuelle Castro - Arrivederci ragazzi (Au revoir les enfants) 
  - Yann Dedet - Sotto il sole di Satana (Sous le soleil de Satan)
  - Raymonde Guyot - Innocenza e malizia (Le grand chemin)
- 1989: Noëlle Boisson - L'orso (L'ours)
  - Raymonde Guyot - La lettrice (La lectrice)
  - Joëlle Hache e Jeanne Kef - Camille Claudel

### Anni 1990-1999
- 1990: Claudine Merlin - Troppo bella per te! (Trop belle pour toi) 
  - Joëlle Hache e Claudine Merlin - L'insolito caso di Mr. Hire (Monsieur Hire)
  - Armand Psenny - La vita e niente altro ( La vie et rien d'autre)
- 1991: Noëlle Boisson - Cyrano de Bergerac
  - Joëlle Hache - Il marito della parrucchiera (Le mari de la coiffeuse)
  - Olivier Mauffroy - Nikita
- 1992: Hervé Schneid - Delicatessen
  - Claudine Merlin - Merci la vie - Grazie alla vita (Merci la vie)
  - Marie-Josèphe Yoyotte - Tutte le mattine del mondo (Tous les matins du monde)
- 1993: Lise Beaulieu - Notti selvagge (Les nuits fauves) 
  - Noëlle Boisson - L'amante (L'amant)
  - Geneviève Winding - Indocina (Indochine)
- 1994: Jacques Witta - Tre colori: Film Blu (Trois couleurs: Bleu) 
  - Hervé de Luze - Germinal
  - Albert Jurgenson - Smoking/No Smoking
  - Catherine Kelber - I visitatori (Les visiteurs)
- 1995: Juliette Welfling - Regarde les hommes tomber
  - François Gédigier e Hélène Viard - La regina Margot (La Reine Margot)
  - Sylvie Landra - Léon
- 1996: Mathieu Kassovitz e Scott Stevenson - L'odio (La haine) 
  - Noëlle Boisson - L'ussaro sul tetto (Le hussard sur le toit)
  - Jacqueline Thiédot - Nelly e Mr. Arnaud (Nelly et monsieur Arnaud)
- 1997: Florence Ricard e Marie-Josèphe Yoyotte - Microcosmos - Il popolo dell'erba (Microcosmos) 
  - Joëlle Hache - Ridicule
  - Juliette Welfling - Un héros très discret
- 1998: Hervé de Luze - Parole, parole, parole... (On connaît la chanson) 
  - Sylvie Landra - Il quinto elemento (Le cinquième élément)
  - Henri Lanoë - Il cavaliere di Lagardère (Le bossu)
- 1999: Véronique Lange - Taxxi (Taxi) 
  - Luc Barnier e Françoise Bonnot - Place Vendôme
  - François Gédigier - Ceux qui m'aiment prendront le train

### Anni 2000-2009
- 2000: Emmanuelle Castro - Voyages
  - Joëlle Hache - La ragazza sul ponte (La fille sur le pont)
  - Sylvie Landra - Giovanna d'Arco (Jeanne d'Arc)
- 2001: Yannick Kergoat - Harry, un amico vero (Harry, un ami qui vous veut du bien) 
  - Hervé de Luze - Il gusto degli altri (Le goût des autres)
  - Maryline Monthieux - I fiumi di porpora (Les rivières pourpres)
- 2002: Marie-Josèphe Yoyotte - Il popolo migratore (Le peuple migrateur)
  - Hervé Schneid - Il favoloso mondo di Amélie (Le fabuleux destin d'Amélie Poulain)
  - Juliette Welfling - Sulle mie labbra (Sur mes lèvres)
- 2003: Nicolas Philibert - Essere e avere (Être et avoir) 
  - Hervé de Luze - Il pianista (The Pianist)
  - Francine Sandberg - L'appartamento spagnolo (L'auberge espagnole)
- 2004: Danielle Anezin, Valérie Loiseleux e Ludo Troch - Dopo la vita (Après la vie), Rincorsa (Cavale) e Una coppia perfetta (Un couple épatant)
  - Hervé de Luze - Mai sulla bocca (Pas sur la bouche)
  - Maryline Monthieux - Bon Voyage
- 2005: Noëlle Boisson - Due fratelli (Deux frères) 
  - Hachdé - 36 Quai des Orfèvres
  - Hervé Schneid - Una lunga domenica di passioni (Un long dimanche de fiançailles)
- 2006: Juliette Welfling - Tutti i battiti del mio cuore (De battre mon cœur s'est arrêté) 
  - Sabine Emiliani - La marcia dei pinguini (La marche de l'empereur)
  - Francine Sandberg - Bambole russe (Les poupées russes)
- 2007: Hervé de Luze - Non dirlo a nessuno (Ne le dis à personne)
  - Hervé de Luze - Cuori (Coeurs)
  - Martine Giordano - Quand j'étais chanteur
  - Yannick Kergoat - Days of Glory (Indigènes)
  - Sylvie Landra - Un po' per caso, un po' per desiderio (Fauteuils d'orchestre)
- 2008: Juliette Welfling - Lo scafandro e la farfalla (Le scaphandre et le papillon) 
  - Ghalia Lacroix e Camille Toubkis - Cous cous (La graine et le mulet)
  - Richard Marizy e Yves Beloniak - La vie en rose (La Môme)
  - Stéphane Roche - Persepolis
  - Véronique Lange - Un secret
- 2009: Sophie Reine - Le Premier Jour du reste de ta vie
  - Laurence Briaud - Racconto di Natale (Un conte de Noël)
  - Robin Campillo e Stephanie Leger - La classe - Entre les murs (Entre les murs)
  - Francine Sandberg - Parigi (Paris)
  - Hervé Schneid e Bill Pankow - Nemico pubblico N. 1 - L'istinto di morte (Mesrine: L'instinct de mort) / Nemico pubblico N. 1 - L'ora della fuga (Mesrine: L'ennemi public n° 1)

### Anni 2010-2019
- 2010: Juliette Welfling - Il profeta (Un prophète)
  - Célia Lafite-Dupont - À l'origine
  - Hervé de Luze - Gli amori folli (Les Herbes folles)
  - Andréa Sedlackova - Welcome
  - Ludo Troch - Il concerto (Le Concert)
- 2011: Hervé de Luze - L'uomo nell'ombra (The Ghost Writer)
  - Luc Barnier - Carlos
  - Annette Dutertre - Tournée
  - Marie-Julie Maille - Uomini di Dio (Des hommes et des dieux)
  - Maryline Monthieux - Gainsbourg (vie héroïque)
- 2012: Laure Gardette e Yann Dedet - Polisse
  - Anne-Sophie Bion e Michel Hazanavicius - The Artist
  - Laurence Briaud - Il ministro - L'esercizio dello Stato (L'Exercice de l'État)
  - Pauline Gaillard - La guerra è dichiarata (La guerre est déclarée)
  - Dorian Rigal Ansous - Quasi amici - Intouchables (Intouchables)
- 2013: Juliette Welfling – Un sapore di ruggine e ossa (De rouille et d'os)
  - Luc Barnier – Les Adieux à la Reine
  - Monika Willi – Amour
  - Annette Dutertre e Michel Klochendler – Camille redouble
  - Nelly Quettier – Holy Motors
- 2014: Valérie Deseine - Tutto sua madre (Les Garçons et Guillaume, à table!)
  - Christophe Pinel - 9 mois ferme
  - Jean-Christophe Hym - Lo sconosciuto del lago (L'Inconnu du lac)
  - Juliette Welfling - Il passato (Le Passé)
  - Camille Toubkis, Albertine Lastera e Jean-Marie Lengellé - La vita di Adele (La Vie d'Adèle - Chapitres 1 & 2)
- 2015: Nadia Ben Rachid - Timbuktu
  - Lilian Corbeille - The Fighters - Addestramento di vita (Les Combattants)
  - Christel Dewynter - Ippocrate (Hippocrate)
  - Frédéric Baillehaiche - Party Girl
  - Fabrice Rouaud - Saint Laurent
- 2016: Mathilde Van de Moortel - Mustang
  - Juliette Welfling - Dheepan - Una nuova vita (Dheepan)
  - Cyril Nakache - Marguerite
  - Simon Jacquet - Mon roi - Il mio re (Mon roi)
  - Laurence Briaud - I miei giorni più belli (Trois souvenirs de ma jeunesse)
- 2017: Xavier Dolan - È solo la fine del mondo (Juste la fin du monde) 
  - Loïc Lallemand e Vincent Tricon- Divines
  - Job ter Burg - Elle
  - Laure Gardette - Frantz
  - Simon Jacquet - Mal di pietre (Mal de pierres)
- 2018: Robin Campillo - 120 battiti al minuto (120 battements par minute) 
  - Christophe Pinel - Ci rivediamo lassù (Au revoir là-haut)
  - François Gedigier - Barbara
  - Julie Lena, Lilian Corbeille e Grégoire Pointecaille - Petit paysan - Un eroe singolare (Petit paysan)
  - Dorian Rigal-Ansous - C'est la vie - Prendila come viene (Le sens de la fête)
- 2019: Yorgos Lamprinos - L'affido - Una storia di violenza (Jusqu'à la garde)
  - Valérie Deseine - Les chatouilles
  - Isabelle Devinck - Pallottole in libertà (En liberté!)
  - Juliette Welfling - I fratelli Sisters (The Sisters Brothers)
  - Simon Jacquet - 7 uomini a mollo (Le Grand Bain)

### Anni 2020-2029
- 2020: Flora Volpelière – I miserabili (Les Misérables)
  - Anny Danché e Florent Vassault – La belle époque
  - Laure Gardette – Grazie a Dio (Grâce à Dieu)
  - Hervé de Luze – L'ufficiale e la spia (J'accuse)
  - Dorian Rigal-Ansou – Hors normes
- 2021: Tina Baz – Adolescentes
  - Annette Dutertre – Io, lui, lei e l'asino (Antoinette dans les Cévennes)
  - Laure Gardette – Estate '85 (Été 85)
  - Chistophe Pinel – Adieu les cons
  - Martial Salomon – Les choses qu'on dit, les choses qu'on fait
- 2022: Nelly Quettier - Annette
  - Frédéric Baillehaiche - Parigi, tutto in una notte (La Fracture)
  - Valentin Féron - Black Box - La scatola nera (Boîte noire)
  - Cyril Nakache - Illusioni perdute (Illusions perdues)
  - Simon Jacquet - BAC Nord
- 2023: Mathilde Van de Moortel - Full Time - Al cento per cento (À plein temps)
  - Anne-Sophie Bion - La vita è una danza (En corps)
  - Pierre Deschamps - L'innocente (L'Innocent)
  - Laure Gardette - November - I cinque giorni dopo il Bataclan (Novembre)
  - Laurent Rouan - La notte del 12 (La Nuit du 12)
- 2024: Laurent Sénéchal - Anatomia di una caduta (Anatomie d'une chute)
  - Lilian Corbeille - The Animal Kingdom (Le Règne animal)
  - Yann Dedet - Il caso Goldman (Le Procès Goldman)
  - Valérie Loiseleux - Little Girl Blue
  - Francis Vesin - Je verrai toujours vos visages
- 2025: Xavier Sirven – La storia di Souleymane (L'Histoire de Souleymane)
  - Guerric Catala – L'orchestra stonata (En fanfare)
  - Simon Jacquet – L'amore che non muore (L'Amour ouf)
  - Célia Lafitedupont – Il conte di Montecristo (Le Comte de Monte-Cristo)
  - Juliette Welfling – Emilia Pérez